# 卡斯尔伯里 (阿拉巴马州)
卡斯尔伯里（英文：Castleberry），是美国阿拉巴马州下属的一座城市。面积约为1.71平方英里（约合4.43平方公里）。根据2010年美国人口普查，该市有人口583人，人口密度为340.74/平方英里（约合131.6/平方公里）。